# Sean Kilpatrick
Pour les articles homonymes, voir Kilpatrick.
Sean Redell Kilpatrick, né le 6 janvier 1990 à Yonkers dans l'État de New York, est un joueur américain de basket-ball. Il mesure 1,89 m et évolue au poste d'arrière.

## Biographie
En janvier 2019, Kilpatrick rejoint le Panathinaïkos jusqu'à la fin de la saison.
En août 2021, Bennett s'engage avec l'Hapoël Jérusalem.